# Metellina ornata
Espèce
Synonymes
- Menosira ornata Chikuni, 1955

Metellina ornata est une espèce d'araignées aranéomorphes de la famille des Tetragnathidae.

## Distribution
Cette espèce se rencontre en Russie en Primorie et aux îles Kouriles, en Chine au Hubei, en Corée du Sud et au Japon,.

## Publication originale
- Chikuni, 1955 : Five interesting spiders from Japan highlands. Acta arachnologica Tokyo, vol. 14, p. 29-40 (texte intégral).